# MAS (člun)

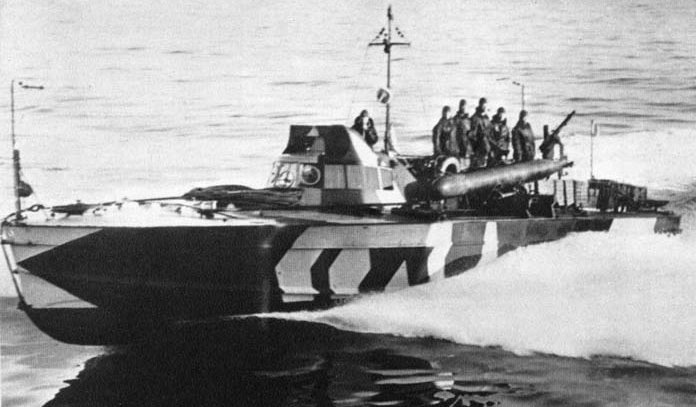
MAS z období druhé světové války, Středozemní moře

Motoscafo Armato Silurante (MAS – ozbrojený torpédový člun) byla třída italských rychlých torpédových člunů, které italská královská námořnictva používala během první i druhé světové války. Čluny MAS měly obvykle výtlak 10 až 20 tun, desetičlennou posádku a výzbroj, jejímž základem byla dvě torpéda, doplněná kulomety a příležitostně i děly malé ráže.

## První světová válka
Motorové torpédové čluny MAS byly masově nasazovány během italské účasti na bojích první světové války v letech 1915–1918. Jejich konstrukce v mnohém vycházela z konstrukce civilních motorových člunů, poháněných benzínovými motory.
Byly používány v řadě rolí, především při protiponorkovém hlídkování a k útokům na nepřátelská plavidla. Prvořadým cílem pro ně byly válečné lodě rakousko-uherského námořnictva.
Velkým úspěchem bylo potopení rakousko-uherské obrněné lodi třídy Monarch, SMS Wien, kterou 10. prosince 1917 v Terstu potopily dva MAS. Největším úspěchem dosaženým italskými MAS a italským námořnictvem za první světové války vůbec, bylo potopení dreadnoughtu SMS Szent István 10. června 1918 torpédovými čluny MAS-15 a MAS-21. Jejich velitel Luigi Rizzo byl za tento úspěch jmenován kontradmirálem a člun MAS-15, jehož torpéda Szent István potopila, je dodnes vystaven v muzeu Sacrario delle Bandiere v Římě.
Čluny MAS se také účastnily spojeneckého útoku na Drač v samém závěru války.

## Druhá světová válka
I po konci první světové války byly MAS nadále vylepšovány a konstrukcí se vzdalovaly civilním lodím. Například dostávaly stále výkonnější motory Isotta-Fraschini. Typický člun MAS měl za druhé světové války rychlost 45 uzlů, nesl dvě torpéda ráže 450 mm a protiletadlový kulomet.
Při vstupu Itálie do války v roce 1940, mělo italské námořnictvo k dispozici 48 člunů třídy MAS-500, přičemž starší jednotky byly v druhé linii a sloužily především v Italské východní Africe. Během války však postupně zastarávaly a byly doplňovány jinými, většími, typy torpédových člunů.

### Středozemní moře
V lednu 1941 se dva čluny MAS neúspěšně pokusily vniknout do britského přístavu na Maltě a byly přitom zničeny. Během operace Pedestal napadly čluny MAS britský konvoj a 13. srpna 1942 potopily dvě nákladní lodě. Při válečných operacích ve Středozemním moři byly vůbec velice aktivní.

### Italská východní Afrika
V Italské východní Africe operovalo pět člunů MAS, patřících do 21. eskadry člunů MAS. Byly to MAS-204, MAS-206, MAS-210, MAS-213 a MAS-216. Čluny operovaly převážně v Rudém moři a to z přístavu Massawa v Eritreji. Jejich největším úspěchem bylo potopení britského křižníku třídy C, HMS Capetown, který potopil MAS-213. Když hrozilo dobytí přístavu britskou armádou, Italové nakonec své torpédové čluny v dubnu 1941 sami potopili.

### Černé moře
Na německý požadavek byly čtyři čluny MAS odeslány do Černého moře, aby zde v červnu 1942 podpořily útok na Sevastopol. Ihned po příjezdu se dostaly do bojů s ruskými stíhacími bombardéry a torpédovými čluny. Podařilo se jim potopit parník s výtlakem 5 000 tun a poškodit transportní loď o výtlaku 10 000 tun, kterou poté potopily německé střemhlavé bombardéry Junkers Ju 87. Jeden člun byl zničen a ostatní poškozeny v září 1942, při útoku ruských stíhacích bombardérů na Jaltu.